# Новоселицька волость (Ізюмський повіт)
Новоселицька волость — історична адміністративно-територіальна одиниця Ізюмського повіту Харківської губернії з центром у селі Новоселівка.
Станом на 1885 рік складалася з 6 поселень, 6 сільських громад. Населення — 3791 особа (1865 чоловічої статі та 1926 — жіночої), 654 дворових господарства.
|                     | Площа, десятин | У тому числі орної, дес. |
| ------------------- | -------------- | ------------------------ |
| Сільських громад    | 3343           | 2634                     |
| Приватної власності | 1773           | 1671                     |
| Іншої власності     | 99             | 84                       |
| Загалом             | 5215           | 4389                     |

Основні поселення волості:
- Новоселівка — колишня власницька слобода при річці Нетрус за 33 версти від повітового міста, 2348 осіб, 483 дворових господарства, православна церква, школа, поштова станція, 2 лавки, базари по суботах, щорічний ярмарок.
- Середній — колишній власницький хутір при річці Нетрус, 748 осіб, 123 дворових господарства

Наприкінці XIX сторіччя волость ліквідовано, територія увійшла до складу Шандриголівської волості.